# Christel Voß
Christel Voß (* 20. August 1942 in Salzhausen) ist eine ehemalige deutsche Leichtathletin.

## Sportliche Karriere
Christel Voß begann beim Eimsbütteler TV und wechselte dann zur LG Alstertal-Garstedt Hamburg. Danach startete sie für den ASC Darmstadt und für TuS 04 Leverkusen, bevor sie ihre Karriere beim TSG Bergedorf abschloss.
Bei deutschen Meisterschaften wurde Voß 1969 und 1974 Dritte im 100-Meter-Hürdenlauf. Im Fünfkampf war sie 1968 Meisterschaftsdritte, 1969 und 1973 Zweite und 1974 gewann sie den Meistertitel. In der Mannschaftswertung gewannen die Fünfkämpferinnen von der LG Alstertal-Garstedt den Meistertitel 1966 mit Renate Balck, Karin Kessler und Christel Voß. 1971 siegte Christel Voß mit der Mannschaft vom ASC Darmstadt zusammen mit Helga Hardt und Ingrid Liese. 1972 siegten Christel Voß, Gisela Ellenberger und Eva Wilms für Leverkusen. 1973 siegte die Leverkusener Mannschaft mit Christel Voß, Christa Köhler und Monika Rödel.
Von 1968 bis 1974 trat Christel Voß zehnmal im Nationaltrikot an. Bei den Europameisterschaften 1974 in Rom belegte sie als beste Fünfkämpferin aus der Bundesrepublik den achten Platz, vor ihr lagen drei sowjetische Athletinnen, drei Athletinnen aus der DDR und eine Ungarin.
Christel Voß war ausgebildete Zahntechnikerin. Ihr Vater Hans Voß war von 1928 bis 1931 viermal norddeutscher Meister im Zehnkampf gewesen.

## Bestleistungen
- 100 Meter Hürden: 13,68 Sekunden am 7. Oktober 1973 in Bonn
- Hochsprung: 1,81 Meter am 22. September 1973 in Bonn
- Weitsprung: 6,29 Meter am 2. Juni 1974 in Neuhausen
- Kugelstoßen: 14,29 Meter am 1. Juni 1974 in Neuhausen
- Fünfkampf: 4562 Punkte 1974[6]